# Verbascum bulanikense
Verbascum bulanikense är en flenörtsväxtart som beskrevs av Hub.-mor.. Verbascum bulanikense ingår i släktet kungsljus, och familjen flenörtsväxter. Inga underarter finns listade i Catalogue of Life.